# 京东第一瀑
40°35′41″N 116°47′11″E / 40.5947°N 116.786428°E
京东第一瀑位于北京市东北部的密云县境内，距黑龙潭约4千米的青龙沟，落差62.5米，是北京地区最大的瀑布，亦称京都第一瀑。